# Głębowice (województwo małopolskie)

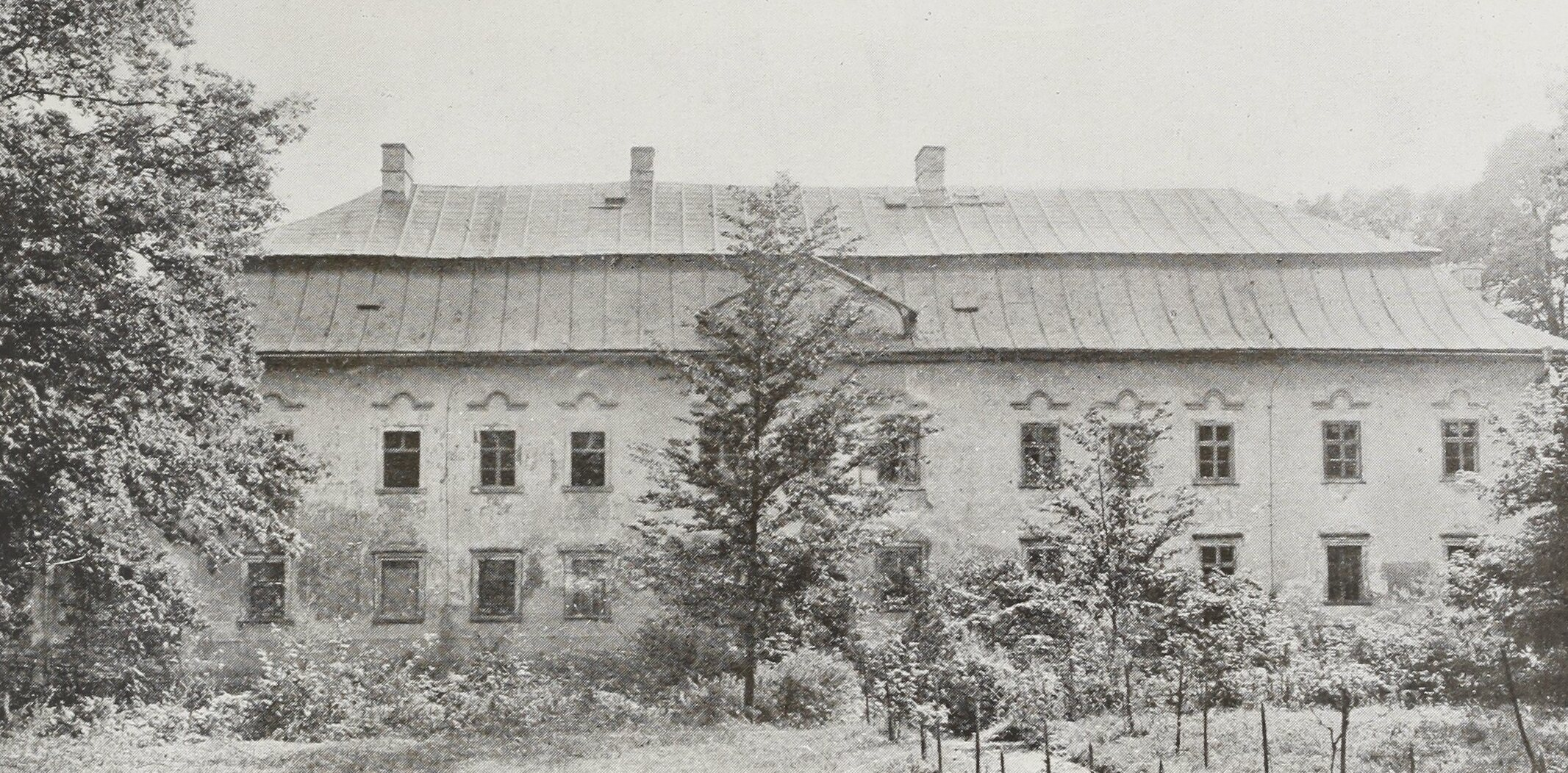
Pałac przed 1930

Głębowice – wieś w Polsce, położona w województwie małopolskim, w powiecie oświęcimskim, w gminie Osiek.
Powierzchnia sołectwa wynosi 12,07 km².
W latach 1954–1960 wieś należała i była siedzibą władz gromady Głębowice, po jej zniesieniu w gromadzie Wieprz. W latach 1975–1998 wieś administracyjnie należała do województwa bielskiego.

## Integralne części wsi
| SIMC    | Nazwa       | Rodzaj     |
| ------- | ----------- | ---------- |
| 0075699 | Czerwonki   | przysiółek |
| 0075707 | Dalachowice | przysiółek |
| 0075713 | Gadziniec   | przysiółek |
| 0075676 | Górna Wieś  | część wsi  |
| 0075720 | Kąty        | przysiółek |
| 0075624 | Krzaki      | część wsi  |
| 0075736 | Łazy        | przysiółek |
| 0075682 | Na Dole     | część wsi  |
| 0075742 | Sporowice   | przysiółek |
| 0075759 | Śmietanówka | przysiółek |
| 0075765 | Zielona     | przysiółek |

## Historia
Wieś po raz pierwszy wzmiankowana została w spisie świętopietrza parafii dekanatu Zator diecezji krakowskiej z 1326 roku pod nazwą Glambowicz.
Wieś politycznie znajdowała się wówczas w granicach powstałego w 1315 rokuksięstwa oświęcimskiego, od 1327 stanowiącego lenno Królestwa Czech. W 1457 roku zostało wykupione przez króla polskiego Kazimierza Jagiellończyka a w towarzyszącym temu dokumencie sprzedaży księstwa Koronie Polskiej wystawionym przez Jana IV oświęcimskiego 21 lutego 1457 roku miejscowość wymieniona została jako Glambowicze. W 1564 roku księstwo ostatecznie wcielono do Korony Królestwa Polskiego.

## Zabytki
Obiekty wpisane do rejestru zabytków nieruchomych województwa małopolskiego.
- Kościół Matki Bożej Szkaplerznej z otoczeniem w obrębie ogrodzenia, drzewostanem i aleją dojazdową od wschodu;
- pałac i park.
Ruiny pałacu rodowego Pisarzowskich, który w roku 1828 Jan Pisarzowski sprzedał Ludwikowi Duninowi.